# Domki Profesorskie w Szczecinie

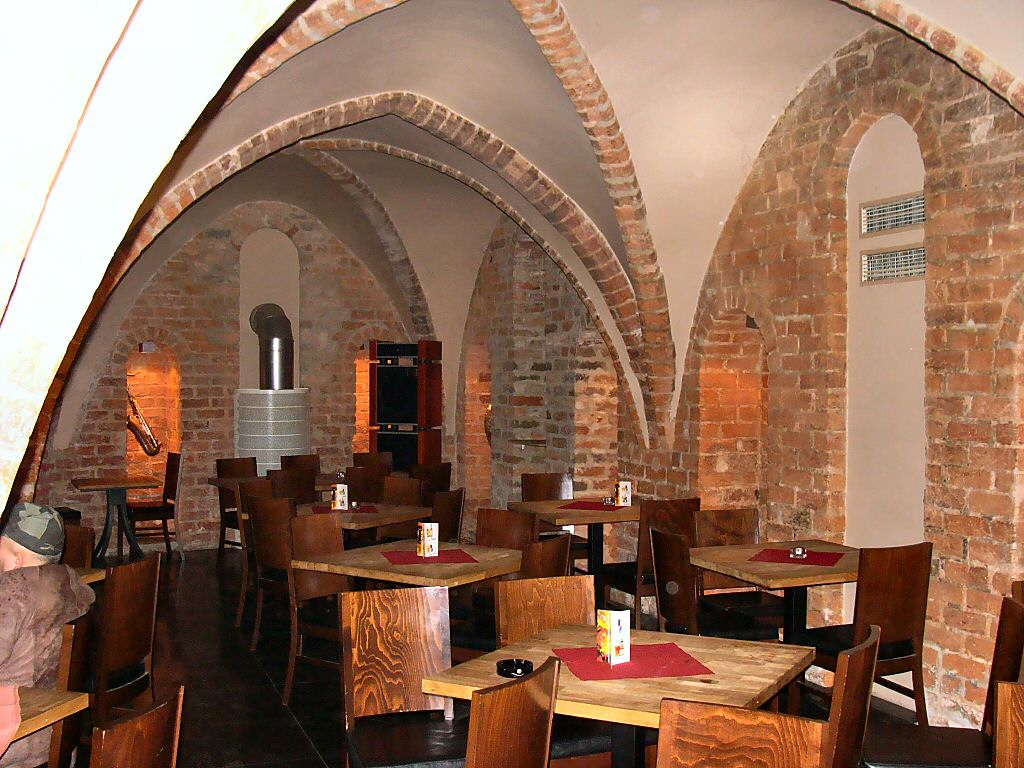
gotycka piwnica

Domki Profesorskie (niem. Prediger- und Professorenhäuser) – kamienice usytuowane przy Placu Żołnierza Polskiego 6-11 i ul. Mariackiej 26 w Szczecinie, pierwotnie należały do zespołu kolegiaty pw. Najświętszej Marii Panny.
W średniowieczu w Domkach Profesorskich mieszkali kanonicy kapituły kolegiaty. Po reformacji natomiast – profesorowie Książęcego Pedagogium Szczecińskiego. Początkowo kamieniczki były zorientowane odwrotnie niż obecnie – ich fasady wychodziły na stronę kościoła, gdyż 3 metry za budynkami przebiegał mur miejski.  19 lipca 1739 roku król Prus Fryderyk Wilhelm I nakazał przebudowę budynków przylegających  do południowej pierzei Białego Placu Parad. Zmiany miały dotyczyć również budynku Ekonomatu położonego na narożniku z ulicą Mariacką. Po przebudowie dotychczasowe ściany tylne stały się teraz elewacjami frontowymi. Dalej przy ulicy Mariackiej, znajdowało się Wielkie Audytorium. W 1831 ponownie przekształcono dwa budynki położone przy narożniku ulicy Mariackiej, zaś 100 lat później rozebrano jeden z nich. Gruntowne remonty ocalałych podczas II wojny światowej domków przeprowadzono w latach 1964-1969.
Pod częścią budynku zachowały się gotyckie piwnice z XV w. z charakterystycznymi sklepieniami krzyżowo-żebrowymi. Obecnie w piwnicach mieści się lokal gastronomiczny.
Domki wpisano do  Wojewódzkiego Rejestru Zabytków pod numerem 15 (decyzja Kl.V-0/16/54 z dnia 18 czerwca 1954, nazwa na liście: domki profesorskie (zespół)).